# Vienna Open 2019 - Doppio
Joe Salisbury e Neal Skupski erano i detentori del titolo; Skupski ha partecipato al concomitante torneo di Basilea, mentre Salisbury ha fatto coppia con Rajeev Ram e hanno battuto in finale Łukasz Kubot e Marcelo Melo con il punteggio di 6-4, 6(5)–7, [10-5].

## Teste di serie
1. Łukasz Kubot /  Marcelo Melo (finale)
2. Mate Pavić /  Bruno Soares (ritirati)

1. Pierre-Hugues Herbert /  Nicolas Mahut (semifinale)
2. Rajeev Ram /  Joe Salisbury (campioni)

## Qualificati
1. Luke Bambridge /  Ben McLachlan (quarti di finale)

### Lucky loser
1. Frederik Nielsen /  Tim Pütz (primo turno)

## Wildcard
1. Marcus Daniell /  Philipp Oswald (semifinale)

1. Sebastian Ofner /  Tristan-Samuel Weissborn (primo turno)

## Tabellone

### Legenda
| - Q = Qualificato - WC = Wild card - LL = Lucky loser | - ALT = Alternate - SE = Special Exempt - PR = Protected Ranking | - w/o = Walkover - r = Ritirato - d = Squalificato |

|  | Primo turno             | Primo turno             | Primo turno             | Primo turno | Primo turno |  |  | Quarti di finale | Quarti di finale        | Quarti di finale        | Quarti di finale    | Quarti di finale    |   |     | Semifinale | Semifinale        | Semifinale     | Semifinale        | Semifinale |    |      | Finale | Finale | Finale | Finale | Finale |  |
|  |                         |                         |                         |             |             |  |  |                  |                         |                         |                     |                     |   |     |            |                   |                |                   |            |    |      |        |        |        |        |        |  |
|  | 1                       | L Kubot M Melo          | L Kubot M Melo          | 6           | 6           |  |  |                  |                         |                         |                     |                     |   |     |            |                   |                |                   |            |    |      |        |        |        |        |        |  |
|  |                         | M González G Pella      | M González G Pella      | 2           | 3           |  |  | 1                | L Kubot M Melo          | L Kubot M Melo          | 6                   | 6                   |   |     |            |                   |                |                   |            |    |      |        |        |        |        |        |  |
|  | O Marach J Melzer       | O Marach J Melzer       | O Marach J Melzer       | 6           | 2           |  |  |                  | R Bopanna D Shapovalov  | R Bopanna D Shapovalov  | 0                   | 4                   |   |     |            |                   |                |                   |            |    |      |        |        |        |        |        |  |
|  | R Bopanna D Shapovalov  | R Bopanna D Shapovalov  | R Bopanna D Shapovalov  | 7           | 6           |  |  |                  |                         |                         |                     |                     |   |     | 1          | L Kubot M Melo    | L Kubot M Melo | 6                 | 6          |    |      |        |        |        |        |        |  |
|  | 3                       | P-H Herbert N Mahut     | P-H Herbert N Mahut     | 6           | 6           |  |  |                  |                         | 3                       | P-H Herbert N Mahut | P-H Herbert N Mahut | 4 | 4   |            |                   |                |                   |            |    |      |        |        |        |        |        |  |
|  |                         | G Dimitrov F López      | G Dimitrov F López      | 1           | 4           |  |  | 3                | P-H Herbert N Mahut     | P-H Herbert N Mahut     | 6                   | 6                   |   |     |            |                   |                |                   |            |    |      |        |        |        |        |        |  |
|  | A Molteni D Schwartzman | A Molteni D Schwartzman | 65                      | 6           | [10]        |  |  |                  | A Molteni D Schwartzman | A Molteni D Schwartzman | 3                   | 2                   |   |     |            |                   |                |                   |            |    |      |        |        |        |        |        |  |
|  | D Inglot A Krajicek     | D Inglot A Krajicek     | 7                       | 3           | [5]         |  |  |                  |                         |                         |                     |                     |   |     | 1          | L Kubot M Melo    | 4              | 7                 | [5]        |    |      |        |        |        |        |        |  |
|  | WC                      | S Ofner T-S Weissborn   | S Ofner T-S Weissborn   | 2           | 4           |  |  |                  |                         |                         |                     |                     |   |     |            |                   | 4              | R Ram J Salisbury | 6          | 65 | [10] |        |        |        |        |        |  |
|  | Q                       | L Bambridge B McLachlan | L Bambridge B McLachlan | 6           | 6           |  |  | Q                | L Bambridge B McLachlan | L Bambridge B McLachlan | 5                   | 4                   |   |     |            |                   |                |                   |            |    |      |        |        |        |        |        |  |
|  |                         | K Khachanov A Rublëv    | K Khachanov A Rublëv    | 4           | 64          |  |  | 4                | R Ram J Salisbury       | R Ram J Salisbury       | 7                   | 6                   |   |     |            |                   |                |                   |            |    |      |        |        |        |        |        |  |
|  | 4                       | R Ram J Salisbury       | R Ram J Salisbury       | 6           | 7           |  |  |                  |                         |                         |                     |                     |   |     | 4          | R Ram J Salisbury | 6              | 3                 | [10]       |    |      |        |        |        |        |        |  |
|  | WC                      | M Daniell P Oswald      | 4                       | 7           | [10]        |  |  |                  |                         | WC                      | M Daniell P Oswald  | 4                   | 6 | [6] |            |                   |                |                   |            |    |      |        |        |        |        |        |  |
|  |                         | S Gillé J Vliegen       | 6                       | 5           | [7]         |  |  | WC               | M Daniell P Oswald      | M Daniell P Oswald      | 7                   | 7                   |   |     |            |                   |                |                   |            |    |      |        |        |        |        |        |  |
|  |                         | H Kontinen J Peers      | H Kontinen J Peers      | 6           | 6           |  |  |                  | H Kontinen J Peers      | H Kontinen J Peers      | 62                  | 65                  |   |     |            |                   |                |                   |            |    |      |        |        |        |        |        |  |
|  | LL                      | F Nielsen T Pütz        | F Nielsen T Pütz        | 2           | 3           |  |  |                  |                         |                         |                     |                     |   |     |            |                   |                |                   |            |    |      |        |        |        |        |        |  |

## Qualificazione

### Teste di serie
1. Luke Bambridge /  Ben McLachlan (qualificati)

1. Frederik Nielsen /  Tim Pütz (ultimo turno, lucky loser)

### Qualificati
1. Luke Bambridge /  Ben McLachlan

#### Lucky loser
1. Frederik Nielsen /  Tim Pütz

### Tabellone qualificazioni
|  | Primo turno | Primo turno                  | Primo turno                | Primo turno | Primo turno |  |  | Ultimo turno | Ultimo turno                 | Ultimo turno                 | Ultimo turno | Ultimo turno |  |
|  |             |                              |                            |             |             |  |  |              |                              |                              |              |              |  |
|  | 1           | Luke Bambridge Ben McLachlan | 6                          | 3           | [10]        |  |  |              |                              |                              |              |              |  |
|  | WC          | Lucas Miedler Dennis Novak   | 3                          | 6           | [3]         |  |  | 1            | Luke Bambridge Ben McLachlan | Luke Bambridge Ben McLachlan | 6            | 6            |  |
|  |             | Hubert Hurkacz Sam Querrey   | Hubert Hurkacz Sam Querrey | 5           | 3           |  |  | 2            | Frederik Nielsen Tim Pütz    | Frederik Nielsen Tim Pütz    | 3            | 4            |  |
|  | 2           | Frederik Nielsen Tim Pütz    | Frederik Nielsen Tim Pütz  | 7           | 6           |  |  |              |                              |                              |              |              |  |